# Sanex Trophy 1999
Sanex Trophy 1999 — жіночий тенісний турнір, що проходив на відкритих кортах з ґрунтовим покриттям у Knokke-Heist (Бельгія). Належав до категорії Tier IVa в рамках Туру WTA 1999. Відбувсь уперше і тривав з 2 до 8 серпня 1999 року. Четверта сіяна Марія Санчес Лоренсо здобула титул в одиночному розряді й отримала 16 тис. доларів США.

## Учасниці

### Сіяні учасниці
| Країна     | Гравчиня                | Рейтинг | Сіяна |
| ---------- | ----------------------- | ------- | ----- |
| Румунія    | Руксандра Драгомір      | 27      | 1     |
| Хорватія   | Сільвія Талая           | 36      | 2     |
| Словаччина | Каріна Габшудова        | 46      | 3     |
| Іспанія    | Марія Санчес Лоренсо    | 48      | 4     |
| Іспанія    | Крістіна Торренс-Валеро | 52      | 5     |
| Німеччина  | Барбара Ріттнер         | 58      | 6     |
| Білорусь   | Ольга Барабанщикова     | 57      | 7     |
| Бельгія    | Лоранс Куртуа           | 71      | 8     |

### Інші учасниці
Нижче подано учасниць, що отримали вайлд-кард на вихід в основну сітку:
- Мішелль Герардс
- Марта Марреро

Нижче наведено учасниць, що отримали вайлдкард на участь в основній сітці в парному розряді:
- Кім Клейстерс /  Жустін Енен

Нижче наведено учасниць, що пробились в основну сітку через стадію кваліфікації в одиночному розряді:
- Анжеліка Бахманн
- Маріам Рамон Клімент
- Анастасія Мискіна
- Антонелла Серра-Дзанетті

Нижче наведено учасниць, що пробились в основну сітку через стадію кваліфікації в парному розряді:
- Петра Бегеров /  Антонелла Серра-Дзанетті
- Ганна Коллін /  Марта Марреро

## Фінальна частина

### Одиночний розряд
Марія Санчес Лоренсо —  Деніса Хладкова, 6–7(2–7), 6–4, 6–2
- Для Санчес Лоренсо це був єдиний титул WTA за кар'єру.

### Парний розряд
Ева Мартінцова /  Елена Вагнер —  Євгенія Куликовська /  Сандра Начук, 3–6, 6–3, 6–3